# Nipponoserica laferi
Nipponoserica laferi är en skalbaggsart som beskrevs av Nikolajev 1980. Nipponoserica laferi ingår i släktet Nipponoserica och familjen Melolonthidae. Inga underarter finns listade i Catalogue of Life.